# Савіо (футболіст, 2004)
Са́віо Море́йра де Оліве́йра (порт. Sávio Moreira de Oliveira, нар. 10 квітня 2004, Белу-Оризонті), також відомий як просто Са́віо (порт. Sávio) або Саві́ньйо (порт. Savinho) — бразильський футболіст, нападник англійського клубу «Манчестер Сіті» та національної збірної Бразилії.
Виступав, зокрема, за клуби «Атлетіко Мінейру» та ПСВ, а також молодіжну збірну Бразилії.
Переможець Ліги Мінейро. Чемпіон Бразилії. Володар Кубка Бразилії. Володар Кубка Нідерландів.

## Клубна кар'єра
Народився 10 квітня 2004 року в місті Белу-Оризонті. Вихованець футбольної школи клубу «Атлетіко Мінейру». Дорослу футбольну кар'єру розпочав 2020 року в основній команді того ж клубу, в якій провів два сезони, взявши участь у 20 матчах чемпіонату. 
Протягом 2022 року захищав кольори клубу «Труа».
Своєю грою за останню команду привернув увагу представників тренерського штабу клубу ПСВ, до складу якого приєднався на умовах оренди 2022 року. Відіграв за команду з Ейндговена наступний сезон своєї ігрової кар'єри.
Протягом 2022—2023 років захищав кольори клубу «Йонг ПСВ».
До складу клубу «Жирона» приєднався 2023 року, де став партнером українських футболістів Циганкова і Довбика. За підсумками січня 2024 року був визнаний гравцем місяця в Ла-Лізі віком до 23 років. Протягом сезону 2023-24 відіграв за клуб з Жирони 37 матчів в національному чемпіонаті, забив 9 голів. Скромний до того каталонський клуб вперше в своїй історії виборов бронзу чемпіонату Іспанії і пробився у Лігу чемпіонів.
18 липня 2024 перейшов у «Манчестер Сіті».

## Виступи за збірні
У 2019 році дебютував у складі юнацької збірної Бразилії (U-15), загалом на юнацькому рівні взяв участь у 8 іграх, відзначившись 5 забитими голами.
З 2021 року залучався до складу молодіжної збірної Бразилії. На молодіжному рівні зіграв у 3 офіційних матчах.

## Титули і досягнення

### Командні досягнення
- Переможець Ліги Мінейро (1):

«Атлетіко Мінейру»: 2020
- Чемпіон Бразилії (1):

«Атлетіко Мінейру»: 2021
- Володар Кубка Бразилії (1):

«Атлетіко Мінейру»: 2021
- Володар Кубка Нідерландів (1):

ПСВ: 2022-2023
- Володар Суперкубка Англії (1):

«Манчестер Сіті»: 2024

### Особисті досягнення
- Гравець місяця Ла-Ліги (до 23 років): січень 2024[1]